# King's German Legion
Pour les articles homonymes, voir KGL et Légion étrangère (homonymie).

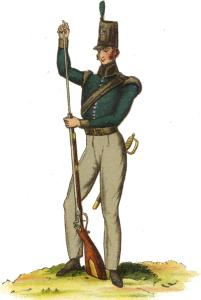
Soldat d'infanterie légère

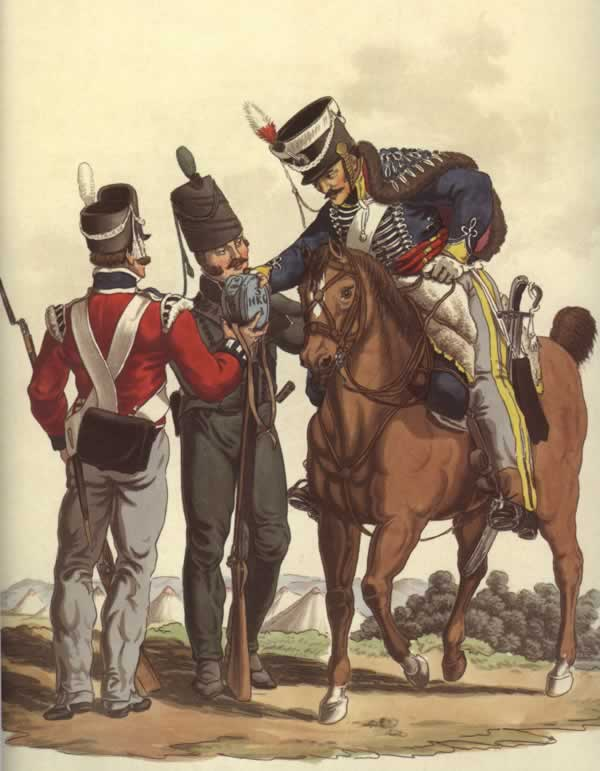
Différents soldats

La King’s German Legion ou K.G.L est l’appellation qui désigne l’ensemble des unités militaires hanovriennes formées dans le Royaume-Uni de Grande-Bretagne et d'Irlande entre 1803 et 1816.

## Origines
En 1714, Anne, reine de Grande-Bretagne et d’Irlande décéda sans laisser d’héritier. En application de l’acte de succession de 1701, les droits à la couronne revenaient à la descendance du roi Jacques Ier. C’est ainsi que l’électeur de Hanovre Georg-Ludwig devint roi d’Angleterre sous le nom de George Ier. Le Hanovre, la Grande-Bretagne et l’Irlande se partageaient donc le même souverain. Cette situation se terminera en 1837, lorsque la reine Victoria montera sur le trône d’Angleterre, l'application de la loi salique interdisant la transmission aux femmes de la couronne du Hanovre.
En 1803, l'électorat de Brunswick-Lunebourg (Hanovre électoral) fut envahi par les troupes françaises du général Mortier. L’armée hanovrienne fut dissoute. Beaucoup de militaires hanovriens qui voulaient continuer la lutte contre Napoléon émigrèrent en Angleterre. Pour des raisons de facilité linguistique (ils parlaient allemand), ils furent regroupés dans des unités hanovriennes que l’on constitua.
Le Royaume-Uni de Grande-Bretagne et d'Irlande mit alors en place un système de recrutement. Le fils du roi George III, le duc de Cambridge, qui, par délégation de son père, administrait le territoire hanovrien, invita par une proclamation « tous les braves Hanovriens » à le rejoindre. Des agents de recrutement infiltrés en Allemagne organisaient le transport des candidats et leur payaient la prime d’engagement.

## Composition
Les unités hanovriennes étaient intégrées à la British Army. Il n’y avait pas d’état-major propre à la King’s German Legion, elles n'ont donc jamais combattu sous un commandement unique.
Dès 1805, la Légion comprenait quatre bataillons d’infanterie, deux régiments de dragons, cinq batteries d’artillerie. Ces effectifs continuèrent à augmenter par la suite.
À son apogée, en 1812, la KGL comptait 18 000 hommes soit deux régiments de dragons, trois de hussards, huit bataillons d'infanterie de ligne, deux d'infanterie légère, six batteries d'artillerie et du génie.
Toutes les unités de la Légion étaient des unités d'élite. Contrairement aux Britanniques qui confiaient l'instruction de la troupe uniquement aux sous-officiers, les officiers de la KGL s'y impliquaient complètement.

## Campagnes
Les unités de la Légion entrèrent au Hanovre en 1805 avec d'autres troupes britanniques, lorsque les Autrichiens et les Russes combattaient les Français. La victoire française d’Austerlitz les obligèrent à rembarquer, mais elles en profitèrent pour faire du recrutement.
Elles participèrent à la guerre d’Espagne (bataille de La Corogne, bataille de Buçaco, bataille de Barrosa, bataille de Fuentes de Oñoro, bataille d'Albuera, siège de Ciudad Rodrigo, bataille des Arapiles, siège de Burgos, bataille de Vitoria, Saint-Sébastien), à la bataille de la Nivelle, et en Sicile.
Après l'abdication de Napoléon, les unités devaient être dissoutes mais le retour de l'île d'Elbe justifia leur maintien. 
Des unités de la King's German Legion sous le commandement de George Baring combattirent à la bataille de Waterloo (Ferme de la Haie Sainte, entre autres). Le Monument aux Hanovriens, érigé sur le champ de bataille de Waterloo à quelques dizaines de mètres de la ferme de la Haie Sainte, célèbre la mémoire de 42 officiers de la légion morts pendant les attaques françaises de la ferme.

Site de la bataille de Waterloo
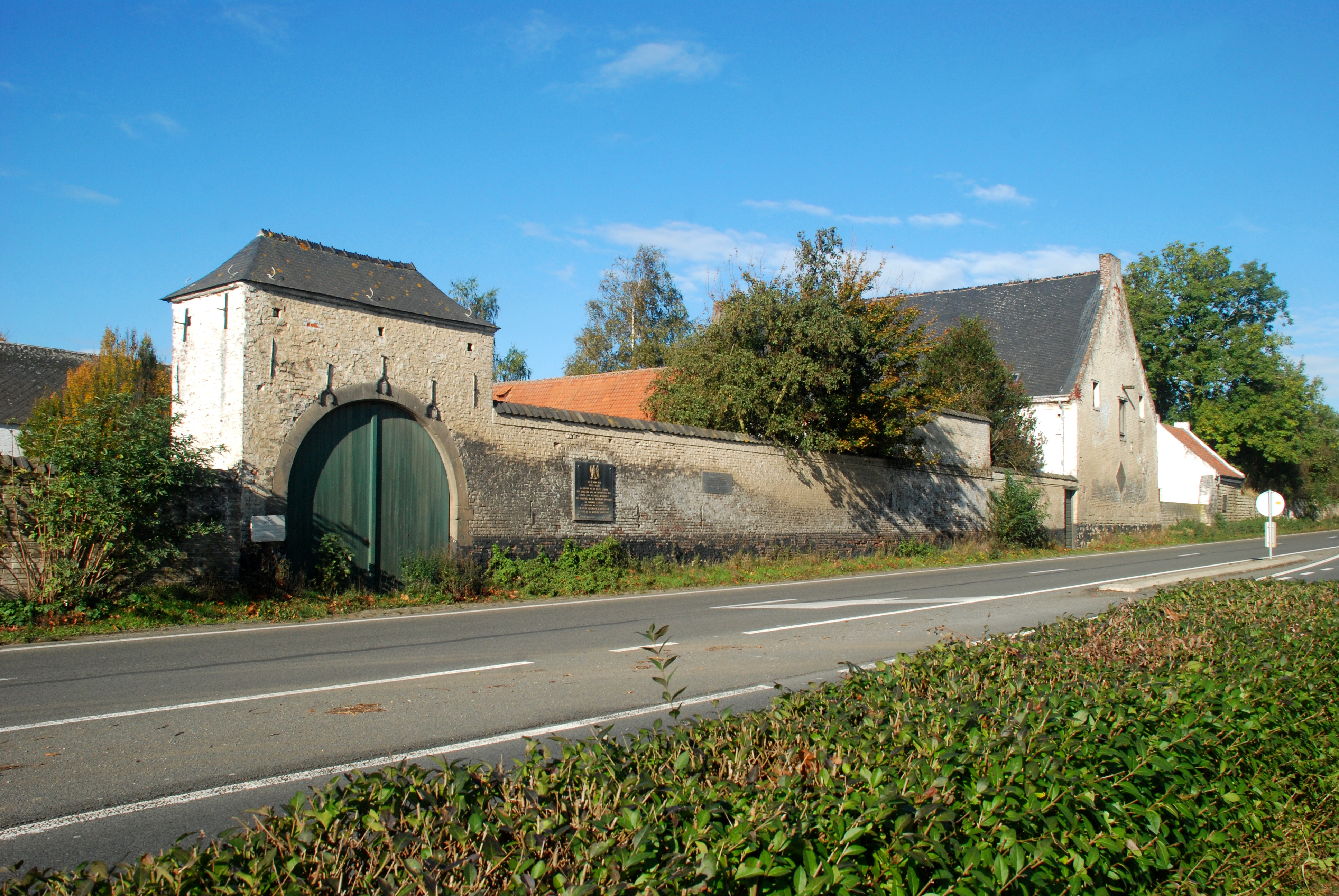
Ferme de la Haye Sainte.
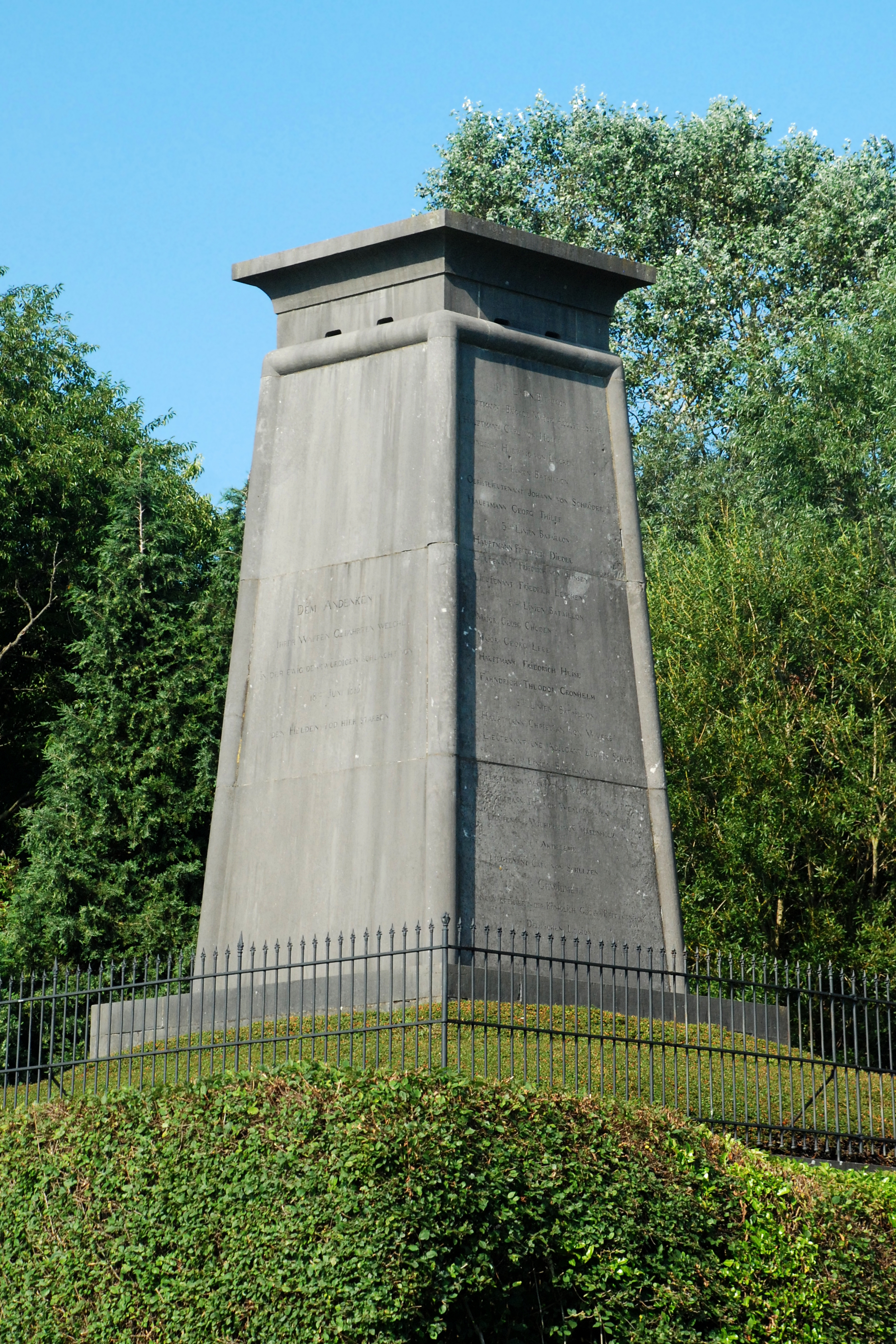
Monument aux Hanovriens.
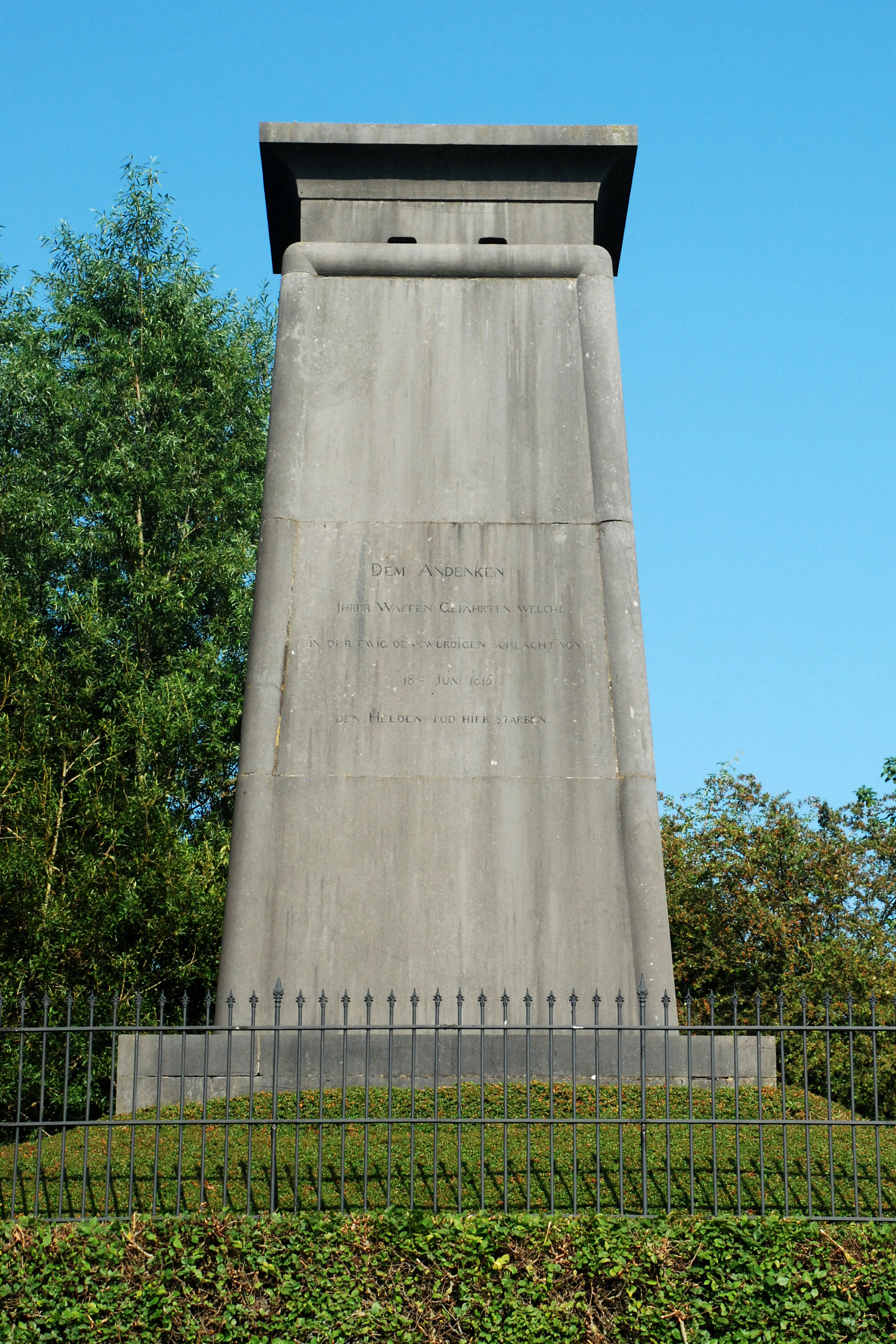
Monument aux Hanovriens.